# Burgstall Altenburg (Brannenburg)
Der Burgstall Altenburg ist eine abgegangene spätmittelalterliche Höhenburg auf 560 m ü. NHN 400 m östlich der Einöde Altenburg, einem Gemeindeteil der Gemeinde Brannenburg im Landkreis Rosenheim von Bayern. Er wird als Bodendenkmal unter der Aktennummer D-1-8238-0296 als „Burgstall des hohen Mittelalters (‚Altenburg‘)“ geführt.

## Beschreibung
Von der ehemaligen Burganlage ist nur wenig erhalten. Der Burgstall ist heute mit Wald überwachsen. 